# Xylopia aromatica
Xylopia aromatica este o specie de plante angiosperme din genul Xylopia, familia Annonaceae. A fost descrisă pentru prima dată de Jean-Baptiste de Lamarck, și a primit numele actual de la Carl Friedrich Philipp von Martius. A fost clasificată de IUCN ca specie în pericol. Conform Catalogue of Life specia Xylopia aromatica nu are subspecii cunoscute.